# エウロペの誘拐 (レンブラント)
『エウロペの誘拐』（エウロペのゆうかい、蘭: De roof van Europa, 英: The abduction of Europa）は、オランダ黄金時代の巨匠レンブラント・ファン・レインが1632年に制作した絵画である。油彩。長崎の平戸にオランダ商館を設立したヤックス・スペックスの発注によって制作された作品で、主題はオウィディウスの『変身物語』で語られているエウロペを略奪するゼウス（ローマ神話のユピテル）の物語から取られている。絵画はエウロペが牡牛によって荒れた海を運ばれる海岸の場面を示しているが、彼女の友人たちは恐怖の表情で岸にとどまっている。レンブラントはこの寓意的な作品を制作するため、古典文学の知識とパトロンの興味を結びつけた。同時代的な思想を伝えるために古代神話を用いること、および盛期バロック様式を用いた神話の場面の描写は、本作品の2つの強力な側面である。現在はロサンゼルスのJ・ポール・ゲティ美術館に所蔵されている。

## 主題
エウロペの物語はギリシア神話の有名なエピソードである。オウィディウスの『変身物語』によると、エウロペはフェニキアの古代都市テュロスの王女であり、ゼウスは白い牡牛に変身してエウロペを誘惑したと伝えられている。エウロペは美しく穏やかな牡牛と遊ぶうちに心を許し、牡牛の背中に乗った。すると牡牛は立ち上がって海を渡り、彼女をクレタ島に連れ去った。エウロペは正体を明かしたゼウスとの間に後のクレタ王ミノスをはじめ、サルペドン、ラダマンテュスの3子をその身に宿した。またその名前はエウロペが海を渡った西方の土地全体を指す言葉、すなわちヨーロッパの語源になった。彼女の兄カドモスはエウロペを探したが、発見できず、ギリシアに渡ってテーバイ王家を創始したと伝えられている。

## 作品

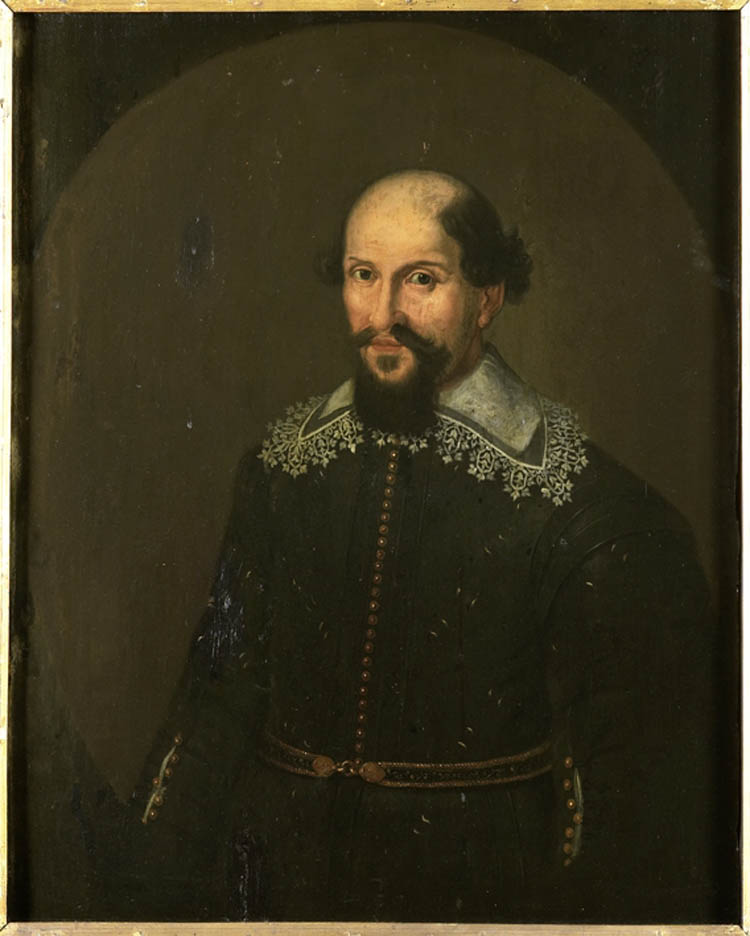
ヤックス・スペックスの肖像。1650年。

オランダ東インド会社のヤックス・スペックスは、レンブラントにエウロペの誘拐を依頼した。1609年に平戸にオランダ商館を設立し、バタヴィア（インドネシアの首都ジャカルタの旧称）の総督を務め、1633年にオランダに帰国した。本作品は同じくレンブラントの肖像画5点とともに、スペックスのコレクションに含まれていた。
『エウロペの誘拐』はレンブラントの物語の再解釈であり、より同時代的な設定に置かれている。レンブラントは神話主題の絵画を多く完成させなかった。360点の完成作品のうち、神話を主題とする絵画はわずかにすぎない。レンブラントはときおりこれらの神話画を寓意として使用し、物語をキリスト教のテーマないし道徳的伝統に当てはめた。エウロペの誘拐の主題およびその寓話的な意味は、フランドルの画家・美術理論家カレル・ヴァン・マンデルの1618年の著書『画家列伝』（Het schilder-boeck）によって説明されている。『画家列伝』はアムステルダムで執筆され、多くのオランダの画家について詳しく語られていた。そのためレンブラントはヴァン・マンデルの理論とオウィディウスの神話の解釈に習熟していたと考えられる。

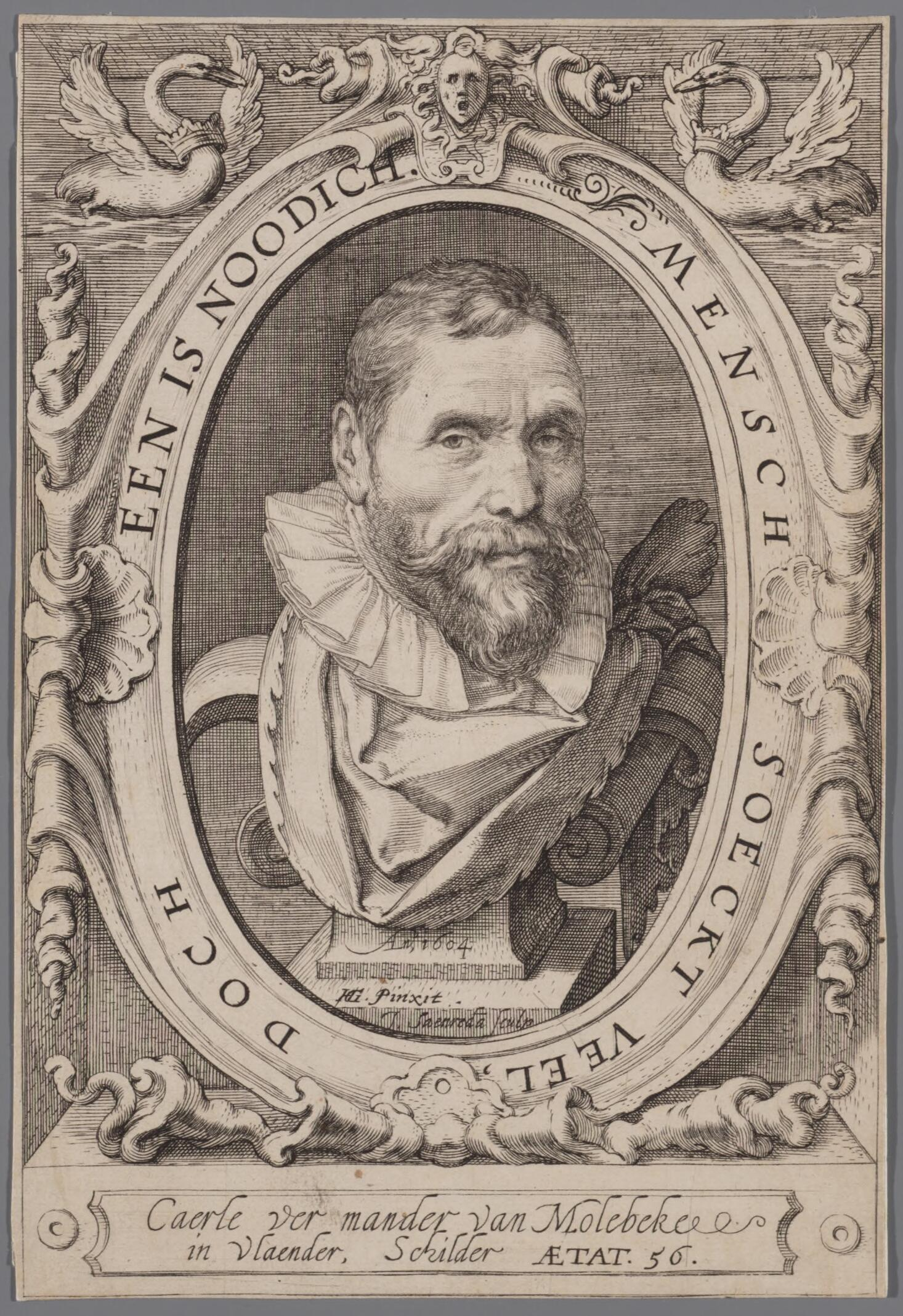
ヘンドリック・ホルツィウスの原画によるカレル・ヴァン・マンデルの肖像。

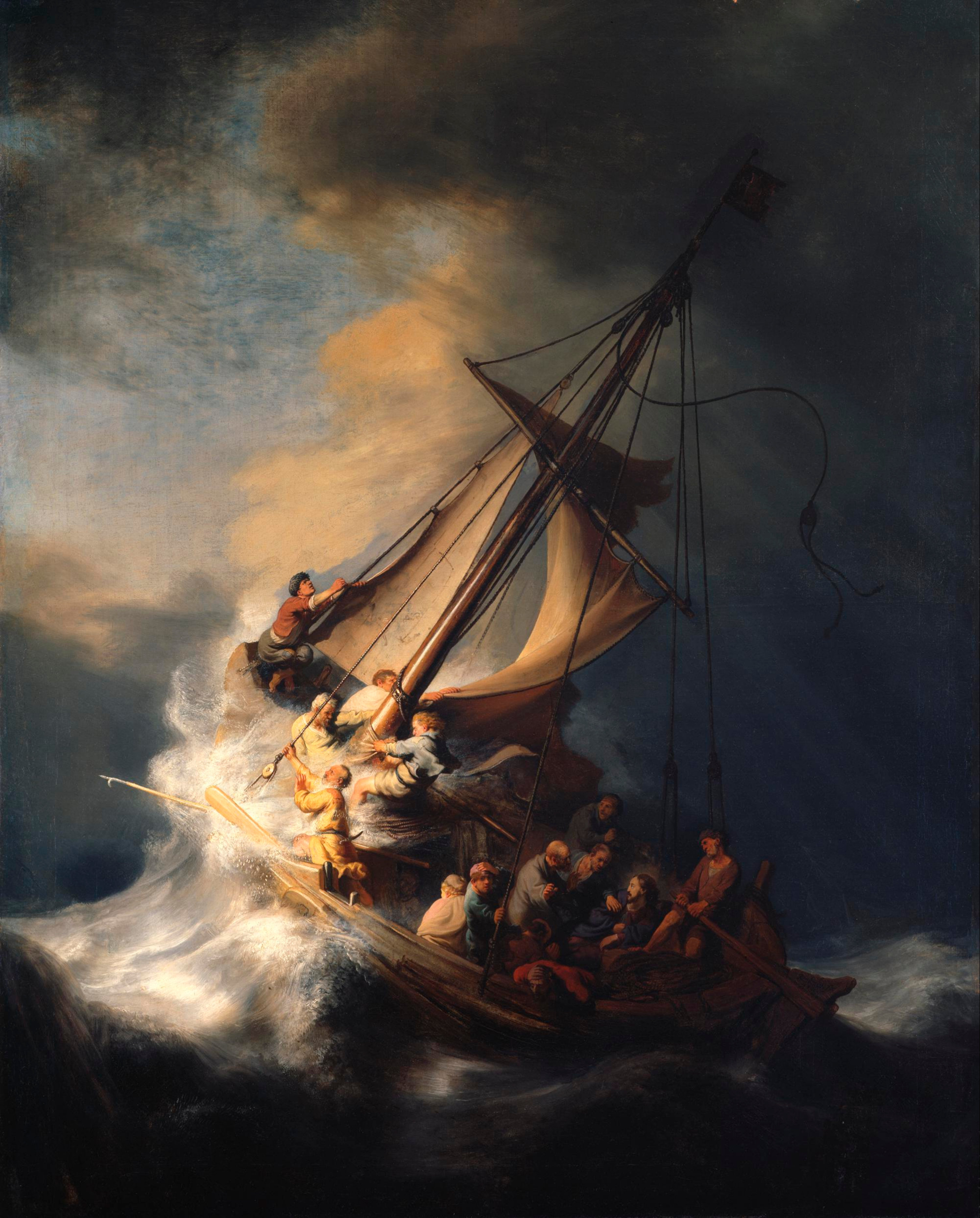
ヤックス・スペックスが所有したレンブラントの絵画の1つ『ガリラヤの海の嵐』。1633年。レンブラント唯一の海景画だが、1990年に盗難に遭い、現在も所在不明。

レンブラントの絵画は画面の海の中にいる牡牛と若い女性で示されているように、エウロペが素早く連れ去られた場面に設定されている。マリエット・ヴェステルマン（Mariët Westermann）やゲイリー・シュワルツをはじめとするほとんどの美術史家は、本作品をスペックスの経歴への言及であると解釈しており、スペックスの経歴を再解釈して反映するためにこの物語がレンブラントによって特別に選ばれたことに同意している。絵画が物語の舞台を強化しているオウィディウス由来の細部を含んでいるのはもちろん、それをスペックスの人生に結びつけている。画面右側の木影にいるアフリカ人の御者と非ヨーロッパ的な馬車は、異国情緒あふれるフェニキアの海岸を暗示している。背景に見える都市は古代テュロスの活気のある海港への言及である。ヴァン・マンデルは、道徳的なコンセプトを構築する際に適用できる意味を古典文学に探求し、誘拐された王女が「この世界の荒れた海を通って肉体によって運ばれた人間の魂」を描写していると述べた、典拠不明の古代の情報源を引用している。ヴァン・マンデルは、古代神話でゼウスが変身した牡牛は、実際には東方の故郷テュロスから西の大陸までエウロペを運んだ船の名前であると理論づけた。
ヴァン・マンデルの文学的な解説は、エウロペの寓意的な主題を脱構築するために不可欠である。物語の中でゼウスはエウロペをクレタ島に連れ去るが、ヴァン・マンデルの解釈では彼女は船でクレタ島に移される。スペックスがアジアの宝物を船でヨーロッパに運んだように、エウロペも東の故郷からヨーロッパに移動した。物語の文学的および古典的な性質にレンブラントが精通していたことは、神と船の両方としての牡牛と、背景の港の設備によって明らかである。この港はテュロスとヨーロッパの活発な貿易港を描写している。しかし、テュロスの描写はオウィディウスが生きていた1世紀には存在しなかったクレーンがあり、かなり同時代的に見える。この細部はレンブラントが物語をスペックスの生活に結びつけようとするため、テュロスとオランダの港の類似性を強化している。この関係はまたヨーロッパに名前をつけることになる、エウロペに迫る新しい到着地を暗示している。

### バロックの影響
芸術的に『エウロパの誘拐』は17世紀初頭から中期にかけてのレンブラントや他のオランダの画家たちの態度と関心を反映している。この絵画は画面左からの劇的な照明と誘拐の瞬間の劇的なドラマのある国際的な盛期バロックを体現している。この様式はレンブラントの故郷であるライデンで人気があった。盛期バロックはレンブラントが研究したピーテル・パウル・ルーベンスの作品にも存在していた。のどかな海岸と詳細に描写された水面の反射は、美術における自然主義への関心の高まりを示している。自然主義は作品の他の側面でも大きな役割を果たしている。レンブラントは明るい青とピンクの空に対して暗い木々を対比させている。レンブラントはまた、ドレスと馬車の金の輝きに見られるように、光を使って作品をさらに劇的にしている。牡牛に乗ったエウロペの描写は、これらのディテールを組み合わせている。彼女のドレスには金色の糸があり、宝飾品でさえ光を反射している。オランダ南部では歴史的な風景画への関心もまた高まった。風俗画、風景画、神話画などの芸術的関心がすべてこの1つの作品に結合されている。

### ティツィアーノの影響

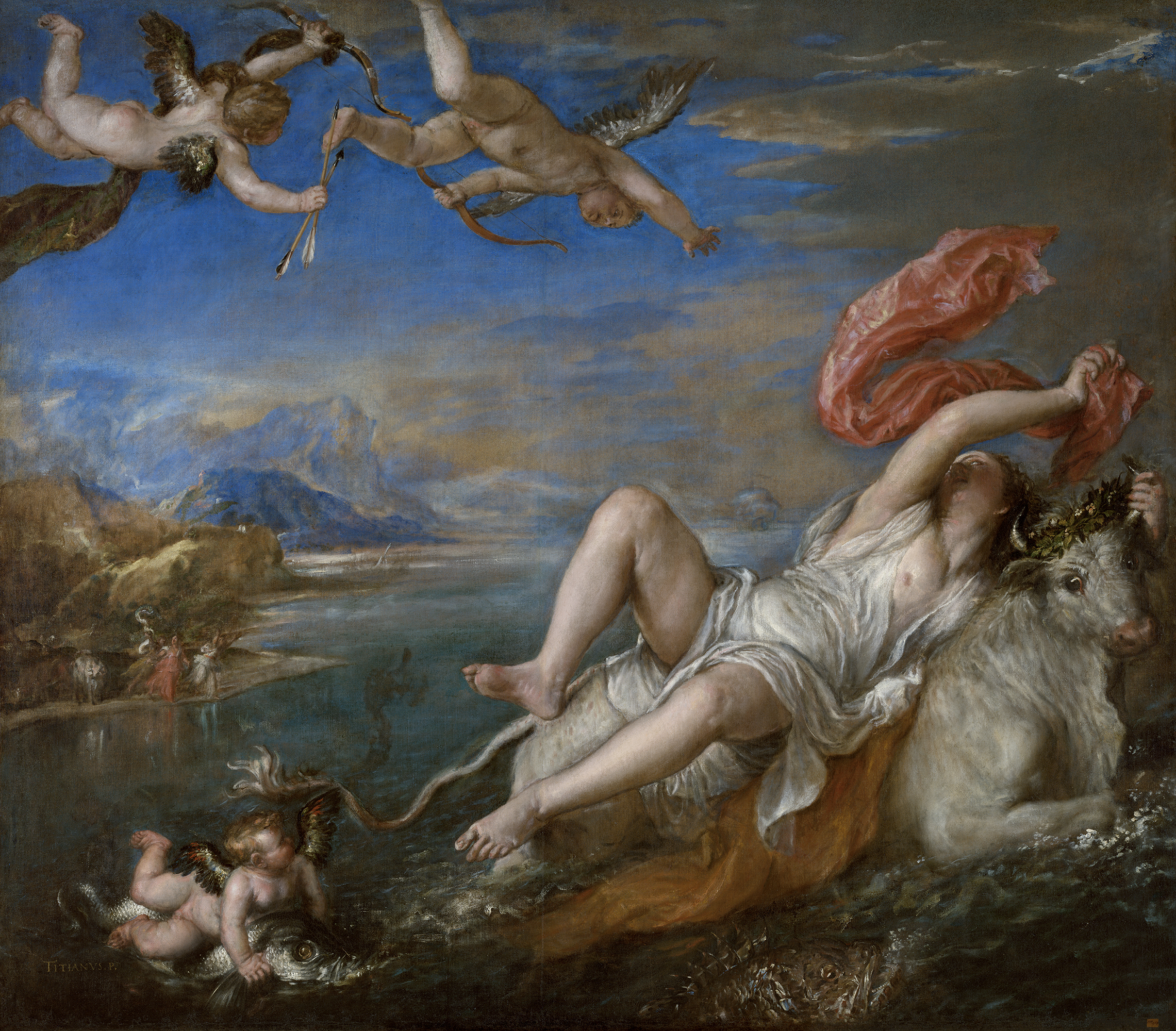
ティツィアーノ・ヴェチェッリオの『エウロペの略奪』。イザベラ・スチュワート・ガードナー美術館所蔵。

レンブラントはゼウスのエウロペ誘拐を描写した最初の画家ではなく、イタリアの画家ティツィアーノ・ヴェチェッリオはほぼ70年前に同主題の作品を制作した。多くの美術史家はダナエの比較作品で2人の芸術家を結びつけたヴェステルマンを含め、ティツィアーノがレンブラントに多大な影響を与えたことに同意している。レンブラントはしばしば「北のティツィアーノ」と呼ばれ、彼の肖像画の多くはティツィアーノの様式と技法の影響を示している。レンブラントはイタリアを旅行したことはないが、アムステルダムが芸術の中心として成長するにつれ、アムステルダムを訪れるヴェネツィア絵画が増加した。美術史家エイミー・ゴラーニー（Amy Golahny）は、論文でこの考えを正当化している。ゴラーニーは次のように書いている。「オランダ総督の書記官が2人の若い画家（レンブラントとヤン・リーフェンス）に、なぜイタリアに旅行して、そこにある偉大な記念碑的作品、特にラファエロとミケランジェロの作品を研究しなかったのかと尋ねたとき、オランダで見るべきイタリア美術がすでに豊富にあると答えた」。
本作品にティツィアーノの『エウロペの略奪』（Ratto di Europa, 1560年-1562年）の影響は認められるが、レンブラントの作品は独特である。どちらの作品も高められたドラマ性を反映しているが、ティツィアーノの作品は本質的により暴力的である。スペイン国王フェリペ2世がこの作品を発注し、ティツィアーノはその瞬間の性的暴力を反映するため、エウロペの恐怖とヌードの心理描写を使用している。レンブラントの作品は暴力の描写としてはそれほど深刻ではないが、クライマックスの瞬間を今も生き続けている。ティツィアーノは人物をヒマティオン、キトンといった古代の衣装に留め、作品の神話的な性質を強く保っている。これに対して、レンブラントは人物に同時代的なオランダのドレスを着せ、物語を視聴者にとってより共感しやすいものにしている。レンブラントの作品は写実的な設定で、ケルビムを取り除き、代わりに彼のオランダの鑑賞者であるスペックスにとって非常に馴染みがある自然な設定に物語を配置した。レンブラントは自らをティツィアーノと区別するためだけでなく、作品の発注者を具体的に念頭に置いて作品を調整するためにこれらの変更を行った。

## 来歴
絵画はヤックス・スペックス死後の財産目録に記録された。その後、18世紀にサヴォイア公ヴィットーリオ・アメデーオ2世の公妾ジャンヌ・バティスト・ダルベール・ド・リュイヌの所有物となっており、彼女が死去した翌年の1737年に86ポンドで売却された。絵画は同じ一族の第5代リュイヌ公爵マリー・シャルル・ルイ・ダルベールが所有し、息子の第6代リュイヌ公爵ルイ・ジョセフ・シャルル・アマブル・ダルベール・ド・リュイヌに相続されたが、おそらく彼の死後に売却された。19世紀半ばには、絵画は初代モルニー公爵シャルル・オーギュスト・ルイ・ジョセフが所有しており、1865年5月31日に9,100フランで製糖業者コンスタント・アンドレ・セイ（Constant André Say）に売却された。その後おそらく娘のブロイ公女マリー・シャルロット・コンスタンス・セイに相続されたが、彼女は1910年にロンドンの美術商トーマス・アグニュー・アンド・サンズに売却した。翌年3月に19,000ポンドで絵画を購入したのはドイツの銀行家・美術コレクターのレオポルド・コッペルである。その後、娘のエリゼ・クロイツ（Else Klotz）、彼女の息子レオポルド・ヒューゴ・ポール・クロッツ（Leopold Hugo Paul Klotz）に相続されたのち、レオポルドの死後の1995年にロンドンの美術商デボラ・ゲージ（Deborah Gage Works of Art Ltd）を通じてJ・ポール・ゲティ美術館に売却された。

## ギャラリー
ヤックス・スペックスが所有した他のレンブラント作品

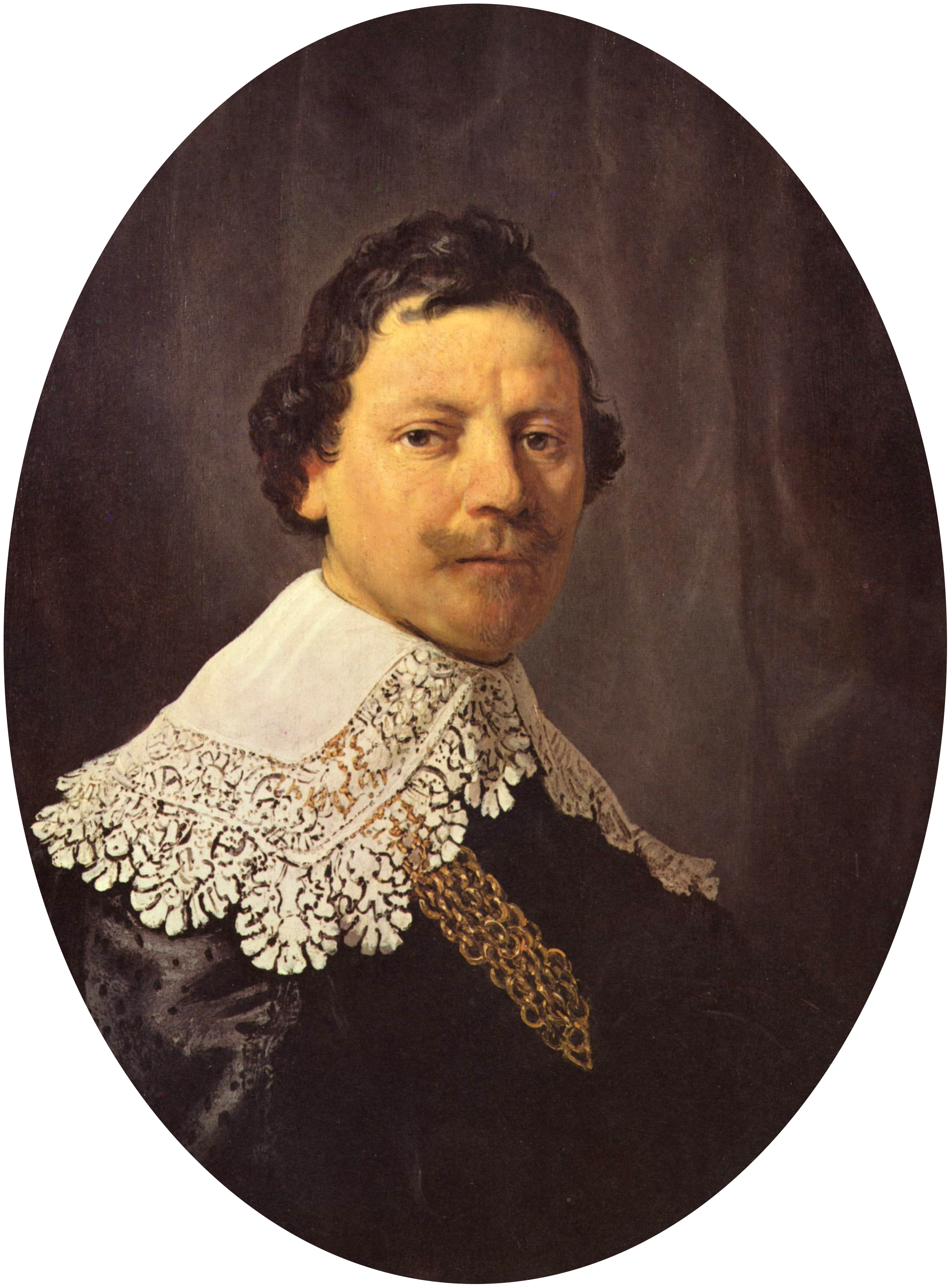
『フィリップス・ルカスの肖像』1635年 ナショナル・ギャラリー所蔵
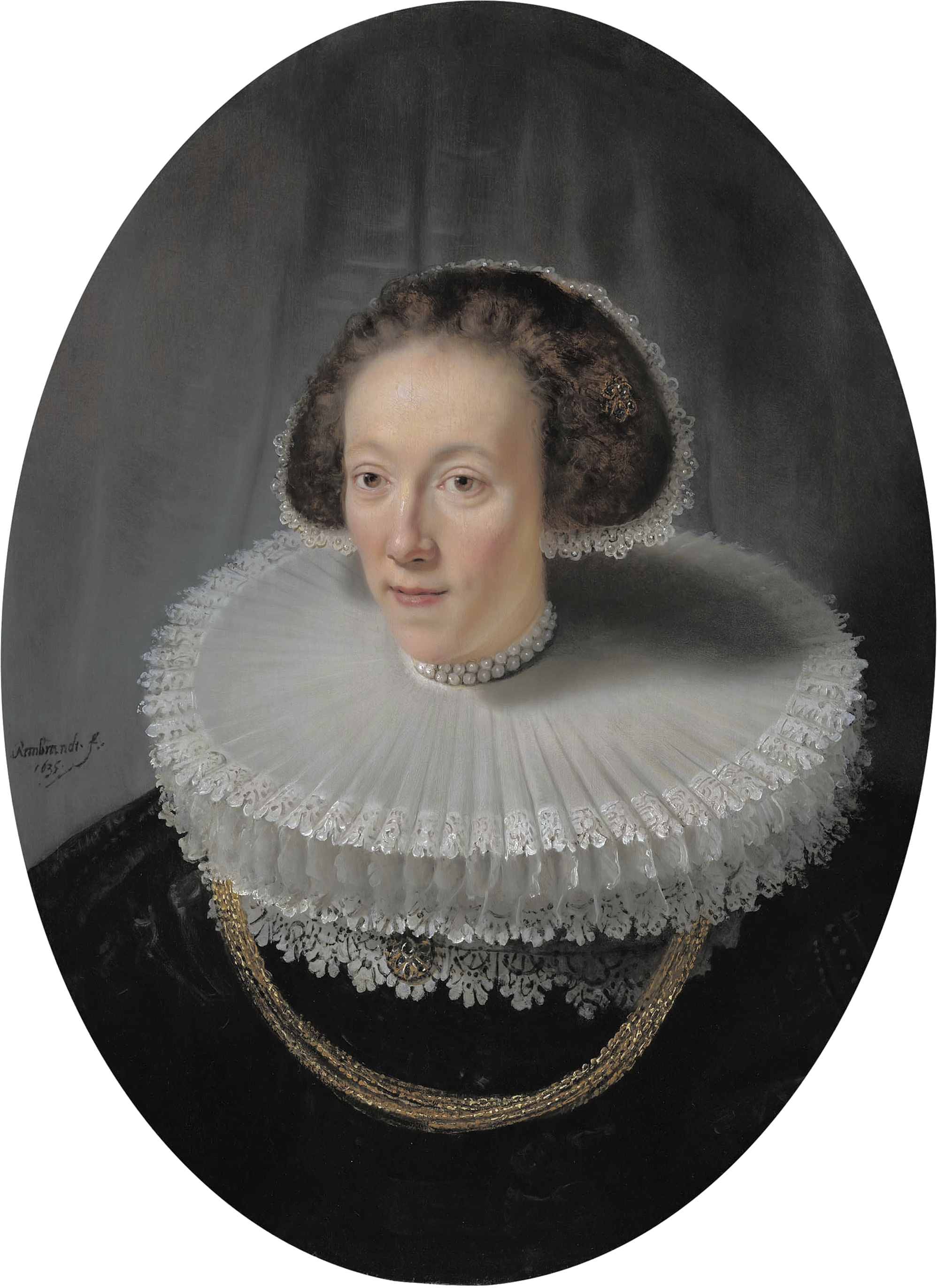
『ペトロネラ・バウスの肖像』1635年 ライデン・コレクション（Leiden Collection）所蔵